# Bahnhof Tanger-Ville
Der Bahnhof Tanger-Ville (französisch Gare de Tanger-Ville; arabisch محطة طنجة المدينة, DMG Maḥaṭṭat Ṭanǧa al-Madīna), auch kurz nur Bahnhof Tanger (französisch Gare de Tanger) ist der wichtigste Bahnhof der marokkanischen Stadt Tanger. Der 2003 neu errichtete Kopfbahnhof ist Ausgangspunkt zweier Eisenbahnstrecken, der Strecke Bahnstrecke Tanger–Casablanca sowie der Schnellfahrstrecke LGV Tanger–Kenitra. Er wird von der staatlichen marokkanischen Eisenbahngesellschaft ONCF betrieben.

## Lage

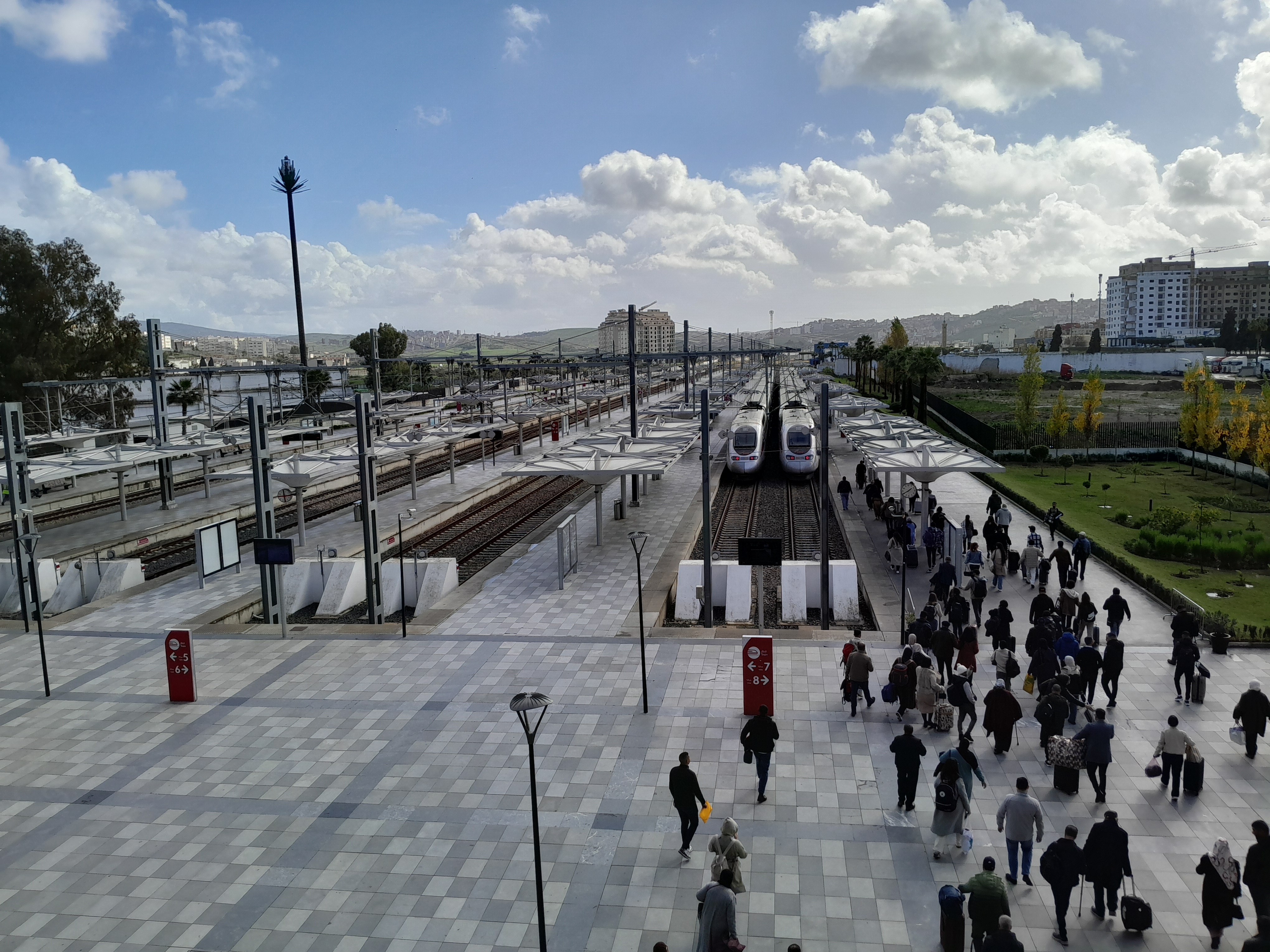
Bahnhof Tanger-Ville 2025

Der Kopfbahnhof Tanger-Ville befindet sich direkt im Zentrum der Stadt Tanger an einem Kreisverkehr der Avenue de Espagne. Nur wenige Meter trennen den Bahnhof von der Küste der Straße von Gibraltar.
Der Bahnhof ist heute Ausgangspunkt (Nullpunkt) der 2018 eröffneten Schnellfahrstrecke LGV Tanger–Kenitra sowie der bestehenden Bahnstrecke nach Casablanca.

## Geschichte

### Neubau des Bahnhofes

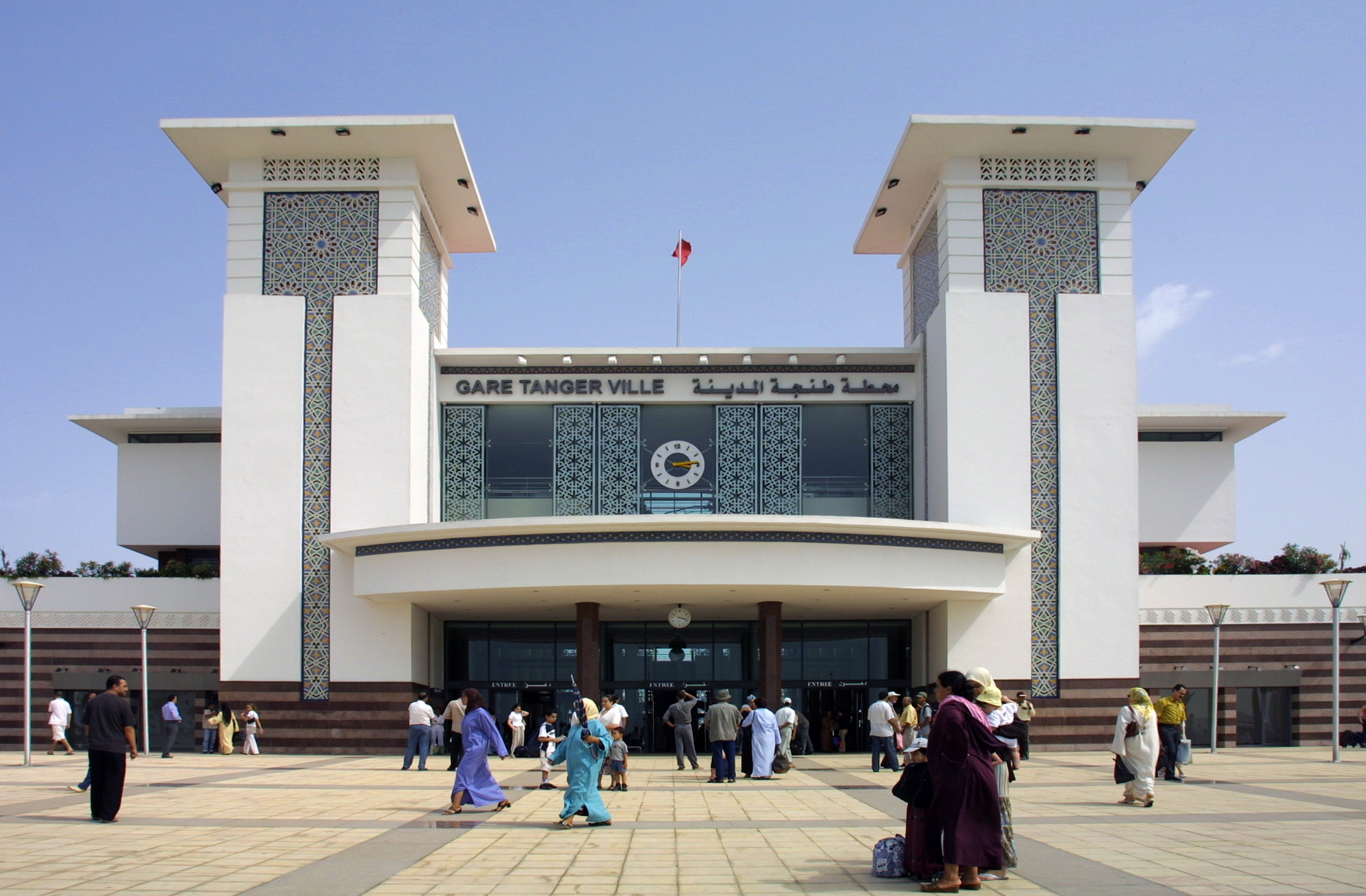
Blick auf das Hauptgebäude des Bahnhofes (2004)

Anfang der 2000er Jahre sollte die gesamte Verkehrssituation innerhalb der Stadt Tanger neu geordnet werden, um die Aufenthaltsqualität an der Promenade und ihrer Umgebung zu erhöhen. Die Bauarbeiten im Auftragen der ONCF begannen im Januar 2002.
Dafür wurden die beiden vorher bestehenden Bahnhöfe Gare de Tanger-Ville und Gare de Tanger-Port abgerissen, in der Zeit endeten die Züge bereits im Vorortbahnhof Gare de Tanger-Morora. Der Architekt Youssef Melehi entwarf ein komplett neues Bahnhofsgebäude mit einer Geschossfläche von 1880 Quadratmeter sowie ein zweistöckiges Mehrzweckgebäude mit einer Geschossfläche von 2700 Quadratmetern. Die Eröffnung des neuen Bahnhofes fand am 27. August 2003 statt. Die Baukosten sollen sich auf 50 Millionen marokkanische Dirham belaufen haben.

### Vorbereitung für den Hochgeschwindigkeitsverkehr
Im Zuge des Baus der neuen Eisenbahn-Schnellfahrstrecke von Tanger nach Kenitra (LGV Tanger–Kenitra) erhielt der Bahnhof Anfang der 2010er Jahre einen Anbau mit fünf weiteren Bahnsteiggleisen mit Bahnsteiglängen von 400 Metern. Die Baukosten sollen sich auf 360 Millionen marokkanischer Dirham belaufen haben.
Die ersten Hochgeschwindigkeitszüge der ONCF-Marke Al Boraq nahmen den Verkehr am 15. November 2018 zwischen Tanger und Casablanca auf.

## Verkehr

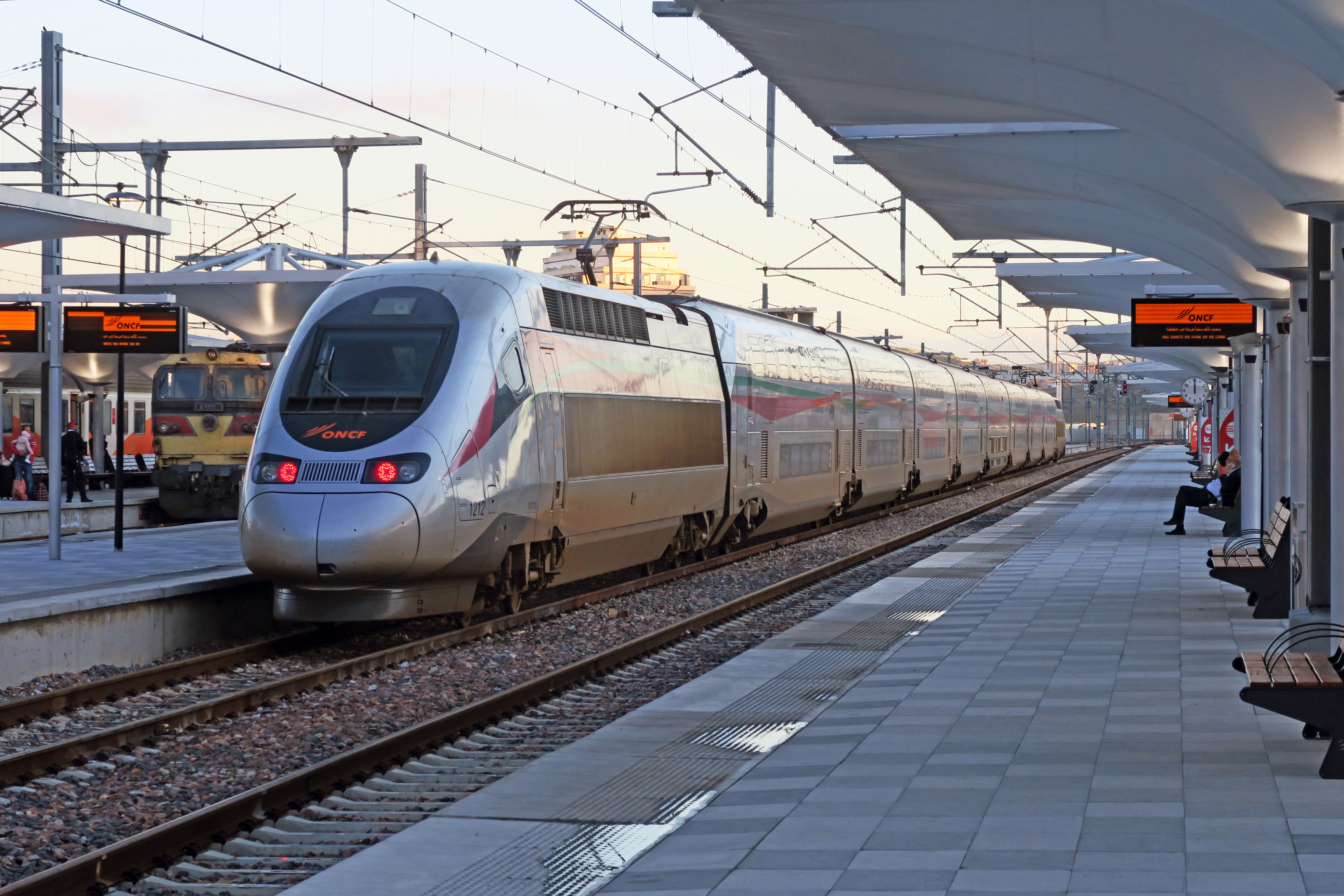
Al Boraq-Hochgeschwindigkeitszug im Bahnhof Tanger (November 2018)

Der Bahnhof gehört zu den meistbedienten der ONCF in Marokko, laut Fahrplan werden diese Verkehre angeboten:
- Tanger–Kénitra–Rabat–Casablanca (Hochgeschwindigkeitsverkehr Al Boraq über die LGV Tanger–Kenitra)
- Tanger–Asilah–Kénitra–Salé–Rabt–Casablanca–Ben Guerir–Marrakesch (Nachtverkehr)
- Tanger–Asilah–Sidi Kacem (mit Anschluss nach Kénitra und Fés)
- Tanger–Melloussa–Ksar Sghir–Tanger-Med (Train navette rapide).